# NUTS:ME
Als NUTS:ME oder NUTS-Regionen in Montenegro bezeichnet man die territoriale Gliederung Montenegros gemäß der europäischen „Systematik der Gebietseinheiten für die Statistik“ (NUTS).

## Grundlagen
Da in Montenegro nur Gemeinden als Verwaltungsgliederung bestehen, sind alle drei NUTS-Ebenen gleich belegt:
- NUTS-1: Montenegro
- NUTS-2: Montenegro
- NUTS-3: Montenegro

## Liste der NUTS-Regionen in Montenegro
| NUTS 1 | NUTS 1     | NUTS 2 | NUTS 2     | NUTS 3 | NUTS 3     |
| ME0    | Montenegro | ME00   | Montenegro | ME000  | Montenegro |